# Мюнье, Роже
Роже Мюнье (фр. Roger Munier; род. 21 декабря 1923, Нанси — 10 августа 2010, Везуль) — французский поэт, эссеист, переводчик поэзии Запада и Востока, философской прозы.

## Биография
Годовалым ребёнком потерял отца. Получил религиозное воспитание. В 18 лет открыл для себя философию Хайдеггера, в 1949 познакомился с ним. В 1944 вступил в орден иезуитов, в 1953 покинул орден. В 1955 познакомился с Паулем Целаном, поэт посвятил ему свою книгу «От порога к порогу». В том же году организовал встречу Хайдеггера и Рене Шара, в дальнейшем ещё несколько раз устраивал подобные встречи — семинары в Торе с участием французских переводчиков и почитателей Хайдеггера (Жана Бофре, Франсуа Федье и др.). В 1959 впервые посетил Японию, открыл для себя поэзию хайку, в дальнейшем переводил её (с английского).
В 1964 вместе с семьей поселился в Париже, с 1973 делил жизнь между Парижем и местечком Льомон в Вогезах.
В 1970-е сблизился с Чораном, Ивом Бонфуа. В 1976 распространил среди французских писателей анкету об их отношении к творчеству А. Рембо, опубликовал сборник этих материалов. Позднее опубликовал книгу о Рембо. Руководил в парижском издательстве Fayard серией «Внутреннее пространство», где публиковались тексты дзен-буддизма, индуизма, ислама, труды западных мыслителей. Переводил на французский язык Гераклита, Ангела Силезия, Клейста, Хайдеггера, Октавио Паса, Роберто Хуарроса, Антонио Поркья и др. Сотрудничал с художниками (Пьер Сулаж, Дениза Эстебан и др.), писал о живописи.

## Произведения
- 1963: Contre l’image (эссе)
- 1970: Le Seul (с предисловием Р.Шара, переизд. 1993)
- 1973: L’Instant
- 1977: Le Contour, l'éclat,
- 1978: Haïku (переводы, с предисловием Ива Бонфуа, переизд. 2006, 2008)
- 1979 : Le Parcours oblique
- 1979: Passé sous silence
- 1980: Terre sainte
- 1982: Le Moins du monde
- 1982: Mélancolie
- 1983: Le Visiteur qui jamais ne vient
- 1992: Stèle pour Heidegger
- 1993: Exode
- 1993: L’Ardente Patiente d’Arthur Rimbaud (монография о Рембо)
- 1994: Орфей/ Orphée (кантата)
- 1995: Opus incertum I (записные книжки)
- 1998: La Dimension d’inconnu
- 1999: Sauf-conduit
- 2001 : La Chose et le Nom (Opus incertum II, 1982—1983) (записные книжки)
- 2002: Opus incertum 1984—1986 (записные книжки)
- 2003: L’Extase nue
- 2004: Adam
- 2004: Nada
- 2005: Le Su et l’Insu
- 2007: Les Eaux profondes
- 2009: Pour un psaume